# フィフティ・シェイズ・ダーカー (映画)
『フィフティ・シェイズ・ダーカー』（Fifty Shades Darker）は2017年のアメリカ合衆国の恋愛映画。『フィフティ・シェイズ』3部作の2作品目となる作品である。監督はジェームズ・フォーリー、主演はダコタ・ジョンソンとジェイミー・ドーナンが務めた。本作はE・L・ジェイムズが2012年に発表した同名小説を原作としている。

## ストーリー
アナと破局してからというもの、クリスチャンは子供時代に受けた虐待の経験を夢に見るようになった。一方のアナはシアトル・インディペンデント・パブリッシング（SIP）に新しい職を得て、無事に新生活をスタートさせていた。アナの上司であるジャック・ハイドは徐々に彼女に惹かれていった。ある夜、ホセ・ロドリゲスが主催したアート・ギャラリーに参加したアナは、そこにクリスチャンが来ているのを見て衝撃を受けた。クリスチャンにディナーに誘われたアナは、渋々その申し出を受けることにした。クリスチャンはアナに復縁を持ちかけたが、アナはクリスチャンのサディスティックな性癖をよく知っているが故に、返事を保留せざるを得なかった。クリスチャンが「自分はもうかつてのようなサディストではない」「ヨリを戻してくれたとしても、SMプレイに興じるようなことはしない」と必死に説得し続けた結果、アナは復縁を了承した。
数日後、アナは自分とよく似た風貌の女性に遭遇した。その後、アナはジャックとバーへ向かった。ジャックがアナに好意を寄せていると確信したクリスチャンは、アナをその場から連れ出し、「ジャックは君の体を狙っている」「僕の会社が近々SIPを買収する予定なんだ」とアナに告げた。
クリスチャンと朝食を食べていると、アナは先日遭遇した女性が自分たちをじっと見ていることに気が付いた。アナはクリスチャンに「あの女性は誰なの」と尋ねたが、クリスチャンはその場で答えようとはしなかった。自宅に着いたクリスチャンは、ストーカーの正体が自分の従属者であったレイラ・ウィリアムズであると明かした。契約終了後、レイラは契約の続行を執拗に求めてきたのだという。夫の死で精神を病んだレイラはアナとクリスチャンに付きまとうようになったのである。
クリスチャンは自分の養父母の家で開かれる仮面舞踏会にアナを招待した。その準備のために、クリスチャンはアナをサロンへと連れて行った。そこでアナはエレーナ・リンカーンに会った。彼女こそ、クリスチャンにBDSMを仕込んだ人間であった。クリスチャンがエレーナと共同でサロンを経営していると知ったアナはショックを受けた。舞踏会にて、アナはクリスチャンが問題行動のために4つの学校を退学させられていたことやクリスチャンの母親がコカイン中毒の売春婦であったことを知った。クリスチャンは「自分の生みの母親が自殺した後、僕は施設に入ることになった。そこで働いていたグレイスが僕の面倒を見てくれて、後に僕は彼女の養子になったんだ」とアナに言った。エレーナはアナにクリスチャンに深入りするなと忠告したが、アナは「私たちの恋愛に口を出さないでくれませんか」とそれを突っぱねた。アナとクリスチャンがアナの家に着いたとき、アナの車は完全に破壊されていた。それはレイラの仕業であった。
数日後、アナが事務所で働いていると、ジャックが誘惑してきた。執拗なまでの誘惑に恐怖を覚えたアナは必死の思いでオフィスを離れた。その一件を耳にしたクリスチャンは激怒し、SIPのトップと交渉して、ジャックを解雇させることに成功した。アナの身の安全に不安を覚えたクリスチャンは、自分の家に引っ越してくるようアナに言った。しばらく考えた後、アナはクリスチャンの家に引っ越すことにした。翌日、ジャックの代わりとなる人材が見つかるまでの間、アナがその仕事を担当することになった。
一方、仕事を首になったジャックはクリスチャンに憎悪を募らせ、復讐の機会を虎視眈々と窺うようになった。

## キャスト
※括弧内は日本語吹替
- アナスタシア・"アナ"・スティール - ダコタ・ジョンソン（白石涼子）
- クリスチャン・グレイ - ジェイミー・ドーナン（津田健次郎）： アナの元恋人。
- ジャック・ハイド - エリック・ジョンソン（土田大）： アナの上司。
- キャサリン・"ケイト"・キャヴァナー - エロイーズ・マンフォード（衣鳩志野）： アナスタシアの親友。
- レイラ・ウィリアムズ - ベラ・ヒースコート（下山田綾華）： グレイの元従属者。
- ミア・グレイ - リタ・オラ（村中知）： クリスチャンの義理の妹。
- エリオット・グレイ - ルーク・グライムス（北田理道）： クリスチャンの義理の兄。
- ホセ・ロドリゲス - ヴィクター・ラサック（高橋研二）： アナの友人。
- エレーナ・リンカーン - キム・ベイシンガー（幸田直子）： クリスチャンのビジネス・パートナーで、元恋人。
- Dr.グレース・トレヴェリアン・グレイ - マーシャ・ゲイ・ハーデン（寺内よりえ）： クリスチャンの養母。
- ジェイソン・テイラー - マックス・マーティーニ（木村雅史）： クリスチャンのボディガード。
- ジェリー・ローチ - ブルース・アルトマン： SIPの会長。
- ロス・ベイリー - ロビン・リー
- ゲイル・ジョーンズ - フェイ・マスターソン
- キャリック・グレイ - アンドリュー・エアリー： クリスチャンの養父。
- エリザベス・モーガン - エイミー・プライス＝フランシス： SIPの重役。
- カーラ・メイ・ウィルクス - ジェニファー・イーリー： アナの母親。
- ボブ - ディラン・ニール： アナの義理の父親。

## 製作
2012年3月、ユニバーサル・ピクチャーズとフォーカス・フィーチャーズはE・L・ジェイムズの『フィフティ・シェイズ』3部作の映画化権を獲得した。その第1作目となる『フィフティ・シェイズ・オブ・グレイ』は2015年2月13日に全米公開された。2014年3月、デイナ・ブルネッティは「第1作目は製作過程にあるが、続編が製作されるかはまだ確定していない」と述べた。第1作目の公開日が迫るにつれて、原作のファンから2作目の映画化を希望する声が高まっていった。2015年2月6日、第1作目のプレミア上映において、サム・テイラー＝ジョンソンは残り2作の脚色がすでに終わっていると明言した。
2015年2月13日、サム・テイラー＝ジョンソンが2作目の製作に関与しないともとれる発言をした。3月25日、テイラー＝ジョンソンの降板が正式に発表された。4月2日、マイケル・デ・ルカの続投が報じられた。同月、ナイオール・レナード（ジェイムズの夫）が『フィフティ・シェイズ・ダーカー』の脚色を行うとの報道があった。また、ユニバーサル・ピクチャーズの会長であるドナ・ラングリーは「2作目は1作目よりもスリラー要素が多くなる」と述べた。7月、リタ・オラの続投が決まった。8月20日、2作目の監督候補として、ジェームズ・フォーリー、レベッカ・トーマス、マーク・ペリントン、ターニャ・ウェクスラーの名前が挙がっていることが判明した。11月12日、ジェームズ・フォーリーが2作目と3作目の監督に起用されたと報じられ、ダコタ・ジョンソンとジェイミー・ドーナンの続投も決まった。

### キャスティング
2016年1月28日、ルーク・グリムス、エロイーズ・マンフォード、マックス・マーティーニの続投とキム・ベイジンガーの出演が決まった。2月5日、ベラ・ヒースコートがレイラ・ウィリアムズ役に起用されたとの報道があった。同月には、エリック・ジョンソンの出演も決まった。18日、ロビン・リーとフェイ・マスターソンが本作に出演すると報じられた。なお、タイラー・ホークリンとヒュー・ダンシーも本作に出演する予定だったが、劇場公開版に2人が出演しているシーンはなかった。

### 撮影
当初の予定では、本作の主要撮影は2015年6月からバンクーバーで行われることになっていた。しかし、脚本の完成が遅れたため、撮影のスケジュールは延期されることとなった。後に、本作の主要撮影は2016年2月に開始されると報じられた。2015年11月、本作と『フィフティ・シェイズ・フリード』がいっぺんに撮影されるとの発表があった。2016年2月9日から7月12日にかけて、パリとバンクーバーで本作と3作目の主要撮影が行われた。その際、ワーキング・タイトルとして「Further Adventures of Max and Banks 2 & 3」が使用された。なお、本作分の主要撮影が終了したのは4月11日のことであった。

### サウンドトラック
本作のサウンドトラックは劇中で使用された人気歌手の歌唱が収録された版とダニー・エルフマンが作曲したBGMが収録された版の2種類が製作された。ただし、前者のバージョンにもエルフマンの楽曲が2曲収録されてはいる。前者のバージョンのサウンドトラックがアメリカ合衆国で発売されたのは2017年2月10日のことであった。
本作の主題歌「I Don't Wanna Live Forever」は2016年12月9日にシングルカットされた。2017年1月13日には、ホールジーの「Not Afraid Anymore」もシングルカットされた。

## マーケティング
2016年9月15日、ユニバーサル・ピクチャーズは本作のファースト・トレイラーを公開した。それはFacebookやInstagram、Youtubeのようなメディアを媒介にして拡散され、公開後24時間でのべ1億1400万人がトレイラーを視聴した。この数字は2015年10月に『スター・ウォーズ/フォースの覚醒』の予告編が記録した、公開後24時間で1億1200万人が視聴という最高記録を更新するものであった。なお、本作の記録は、同年11月に『美女と野獣』のセカンド・トレイラー（公開後24時間で1億2760万人が視聴）によって更新された。

## レイティング
2016年11月10日、前作『フィフティ・シェイズ・オブ・グレイ』と同様に、MPAAは「強烈な性的描写とヌードシーン及び性的な言語の使用」を理由に本作をR指定（17歳未満の観賞は保護者の同伴が必要）とした。
カナダでは、ケベック州を除く全ての州が、性的描写を理由に本作を18A指定とした。ケベック州は他の州とは異なるレイティングシステムを採用しており、本作には16＋指定がなされた。イギリスでは、性描写を理由に、"18 certificate"指定（18歳未満視聴 非推奨）となった。 
フィリピンでは、性描写を理由に、本作にR15指定（15歳未満視聴禁止）がなされた。

## 興行収入
北米市場において、本作は『レゴバットマン ザ・ムービー』及び『ジョン・ウィック:チャプター2』と同じ週に公開されることとなり、公開初週末に3200万ドルから4000万ドルを稼ぎ出すと予想された。木曜日のレイトショーにおいて、本作は3120館での上映から572万ドルを稼ぎ出したが、この数字は前作の860万ドルを大きく下回るものであった。2017年2月10日、本作は全米3710館で封切られ、公開初週末に4660万ドルを稼ぎ出し、週末興行収入ランキング初登場2位となった。
本作は北米市場と同じ週に世界57カ国で封切られ、公開初週末に1億1500万ドルから1億5500万ドルを稼ぎ出すと予想されていたが、実際の数字はそれを下回る9780万ドルであった。とはいえ、この数字はR指定の映画としては上々の数字である。本作はドイツ、イギリス、フランス、ブラジル、イタリア、ロシア連邦で公開初週に週末興行収入ランキング1位となった。

## 評価
前作と同様、本作は脚本とドーナンの演技のために酷評に晒された。映画批評集積サイトのRotten Tomatoesには162件のレビューがあり、批評家支持率は10%、平均点は10点満点で3.3点となっている。サイト側による批評家の見解の要約は「物語に観客を満足させられるほどの葛藤がない、もしくは、演技のケミストリーが十分ではないが故に、『フィフティ・シェイズ・ダーカー』は性的に倒錯した作品であろうとしているにも拘わらず、どこかもたついており、性的倒錯の罰の側面しか表現できていない。」となっている。また、Metacriticには39件のレビューがあり、加重平均値は33/100となっている。なお、本作のCinemaScoreはB+となっている。
『シカゴ・サンタイムズ』のリチャード・ローパーは本作に4つ星評価で2つ星を与え、「この作品は見栄えがよく、時折扇情的だが、大部分は薄っぺらくて退屈である。居眠りをしてしまうの無理はない」と述べた。アップロックスのヴィンス・マンシーニは「物語に纏まりが欠けるのは一旦脇に置く。原作ファンでもない人間が『フィフティ・シェイズ・ダーカー』を鑑賞すると、変わった体験ができる。セックスシーンの上映中にうめき声を漏らしたり、何かを叫んだりしている観客によって、その体験は奇妙かつ愉快なものになる。実のところ、私は物語がよく理解できなかった。しかし、観客の皆さんが楽しんで鑑賞していたので、私も楽しい気分になった。尤も、第3作目の鑑賞は苦しいものになるかもしれないが。」と評している。
『ニューヨーク・タイムズ』のマノーラ・ダーギスは「困難な立場であることを承知しつつも、私は本作におけるダコタ・ジョンソン氏の演技を評価する立場に立つ。本作のストーリーはアナスタシア・スティールとクリスチャン・グレイ―彫刻のように鍛え上げられた肉体や高価なセックス用器具を有し、心の闇を抱えた青年実業家―がくっついたり離れたりする様子を描き出している。予想できたことと突拍子もないことの双方が劇中で起きた。つまり、銃弾が放たれ、レイプ未遂犯が罰を受け、アナスタシアが手足を縛られるような事態が生じたのである。アナスタシアは進んだり退いたり（同じことを繰り返したり）しており、小さな声で泣いたり大声を上げて泣いたりしている。また、クリスチャンがベッドルームの外で自分を支配しようとするたびに、アナスタシアは驚愕の表情を見せている。これはストーカー的な振る舞いである。」と困惑した様子でレビューを執筆している。
『ザ・ニューヨーカー』のリチャード・ブロディは「ダグラス・サーク監督の『心のともしび』のように、ハリウッドが生み出したメロドラマの傑作の中には、『フィフティ・シェイズ・ダーカー』以上の不条理性―それは時に過剰さすら覚える―をストーリーに盛り込んでいた。ベッドルームで行われることを描写するのを異常なほど控えていた時代において、過剰なまでの技巧は極端なアイデアと感情を表現するための土台を形成した。現代において、性的なものを表現する自由は、個性の領域と想像力と密接に結びついた領域を生み出した。『フィフティ・シェイズ・オブ・グレイ』はその2つを表現していたが、『フィフティ・シェイズ・ダーカー』は2つを無視しているに等しい。この作品は登場人物のアイデンティティや葛藤、欲望に無関心である。そのことが映画という表現媒体への無関心と一致しているのである。『フィフティ・シェイズ』シリーズの非人格化はグロテスクである。ポルノグラフィーの要素は性行為の描写にはないが、登場人物たちやその人間関係を描写するときに現れている。（中略）。優秀な監督であっても、本作の欠点を修正することはできないだろう。」と評している。

## 続編
『フィフティ・シェイズ』3部作の最後となる『フィフティ・シェイズ・フリード』は、2018年2月9日に全米公開された。